# 中山路 (石家庄)
中山路是一条贯穿石家庄主城区的东西走向主干道，东起裕华区太行大街，西至鹿泉区上庄镇234国道。
中山路商业区是石家庄的主要商业区之一，沿途自东二环至西二环的商业综合体和市场有：益中百货、万达广场（长安店）、东胜广场、建华城市广场、北国先天下、新天地商城、北国商城、勒泰广场、乐汇城、南三条、品汇大厦、银座商城、天元名品、国贸大厦、新百广场、万象城、华录文化广场等。同时中山路石家庄最早发展商业的街区之一。